# Provincia Prachuap Khiri Khan
Prachuap Khiri Khan (în thailandeză ประจวบคีรีขันธ์) este o provincie (changwat) din Thailanda. Situată în regiunea de Centru, provincia Prachuap Khiri Khan are în componența sa 8 districte (amphoe), 48 de sub-districte (tambon) și 388 de sate (muban). 
Cu o populație de 507.986 de locuitori și o suprafață totală de 6.367,6 km2, Prachuap Khiri Khan este a 49-a provincie din Thailanda ca mărime după numărul populației și a 33-a după mărimea suprafeței.